# Angelo Massardo
Angelo Giuseppe Domenico Massardo (Genova, 17 marzo 1872 – Genova, 18 novembre 1947) è stato un ingegnere e avvocato italiano.

## Biografia
Figlio dell'ingegnere Giuseppe (San Fruttuoso, 1845 - ?) e di Colomba Borgo, dopo le lauree in giurisprudenza e ingegneria, si dedicò a vari progetti, tra cui spicca quello (mai realizzato) della metropolitana di Genova, risalente al 1934. L'idea del Massardo era quella di realizzare una "ferrovia sotterranea a moto continuo". Così scrisse lo stesso Massardo nel suo progetto: "questa ferrovia sarebbe costituita da una serie continua ed ininterrotta di carrelli azionati elettricamente, formanti una piattaforma mobile ad anello chiuso, sul tipo dei tapisroulants, correnti una galleria sotterranea". Questa galleria avrebbe dovuto percorrere il sottosuolo di varie strade e piazze tra le più importanti per la viabilità di una Genova che ormai era diventata una città molto più grande rispetto a soli cinquant'anni prima. La metropolitana sarebbe infatti passata sotto le seguenti piazze e vie: Verdi, XX Settembre, De Ferrari, Roma, Corvetto, Serra, De Amicis.
Lavorò anche ad altri progetti, tra cui alcuni di edilizia civile, come la sopraelevazione di Villa De Marini a Carcare nel 1910. 
Nel 1916 divenne socio della Società Ligure di Storia Patria e per i suoi meriti fu creato Cavaliere Ufficiale della Corona d'Italia. Riposa nella tomba gentilizia presso il cimitero monumentale di Staglieno. Ad Albissola Marina, dove andava in villeggiatura estiva con le sue due figlie, gli è stata intitolata una via.